# Selbstversenkung
Als Selbstversenkung eines Schiffes bezeichnet man die absichtliche Versenkung durch die eigene Schiffsbesatzung. Sie geschieht in der Regel durch das Öffnen des Rumpfes unterhalb der Wasserlinie. In der Geschichte wurden Selbstversenkungen von einzelnen Schiffen und ganzen Flotten aus verschiedenen Gründen herbeigeführt. Dabei gerieten oft diejenigen, die die Maßnahmen der Selbstversenkung durchführten, in Gefahr, sich nicht mehr rechtzeitig von dem sinkenden Schiff retten zu können.

## Methoden
Jedes Schiff kann selbstversenkt werden, indem der Rumpf durch Sprengladungen aufgerissen wird. Dies ist bei Einsatz ausreichender Sprengmittel oft die schnellste Methode, ein Schiff zu versenken.
Außerdem kann das Aufreißen des Schiffsrumpfes auch durch das gezielte Rammen von Hindernissen wie Riffen oder Felsen herbeigeführt werden. Diese Methode ist besonders geeignet, eine Selbstversenkung wie einen Unfall erscheinen zu lassen. Dabei besteht aber auch die Möglichkeit, dass das Schiff auf dem Hindernis aufliegen bleibt und darum nicht versinkt.
Bei Schiffen mit Holz- oder Kunststoffhüllen kann man das eigene Schiff versenken, indem man mit Äxten oder ähnlichen Werkzeugen Löcher in die Bordwand schlägt oder das Schiff in Brand setzt, wodurch letztlich auch der Rumpf undicht wird. Bei Schiffen mit Metallrümpfen müssen andere Maßnahmen angewendet werden.
- Dazu können vorhandene Öffnungen im Rumpf unterhalb der Wasserlinie, die z. B. Kühlwasser zur Maschine leiten oder Abwässer ableiten, zum Schiffsinneren geöffnet werden. Dies kann durch das Öffnen von Seeventilen oder das Lösen von angeschlossenen Leitungen erfolgen. Da diese  Leitungsöffnungen in der Regel klein sind, würden sie alleine das Versinken des Schiffes nur sehr langsam herbeiführen.
- Ab dem 18. Jahrhundert wurden sogenannte Bodenventile im Schiffskörper angebracht. Eigentlich dazu gedacht in der Werft Bilgenwasser ablaufen zu lassen, konnte durch diese Öffnungen auch Wasser in den Schiffskörper einlaufen und diesen zum Sinken bringen.
- Zusätzlich kamen später auch Flutventile in Gebrauch, die zur Trimmung bei ungleichmäßiger Beladung oder bei Kriegsschiffen zum Gegenfluten nach Beschädigungen vorgesehen waren. Um diese zum Selbstversenken eines Schiffes zu nutzen, müssen bei modernen Schiffen zusätzlich die Luken zwischen den wasserdichten Abteilungen, die sonst Wassereinbrüche begrenzen, geöffnet werden.

## Zweck

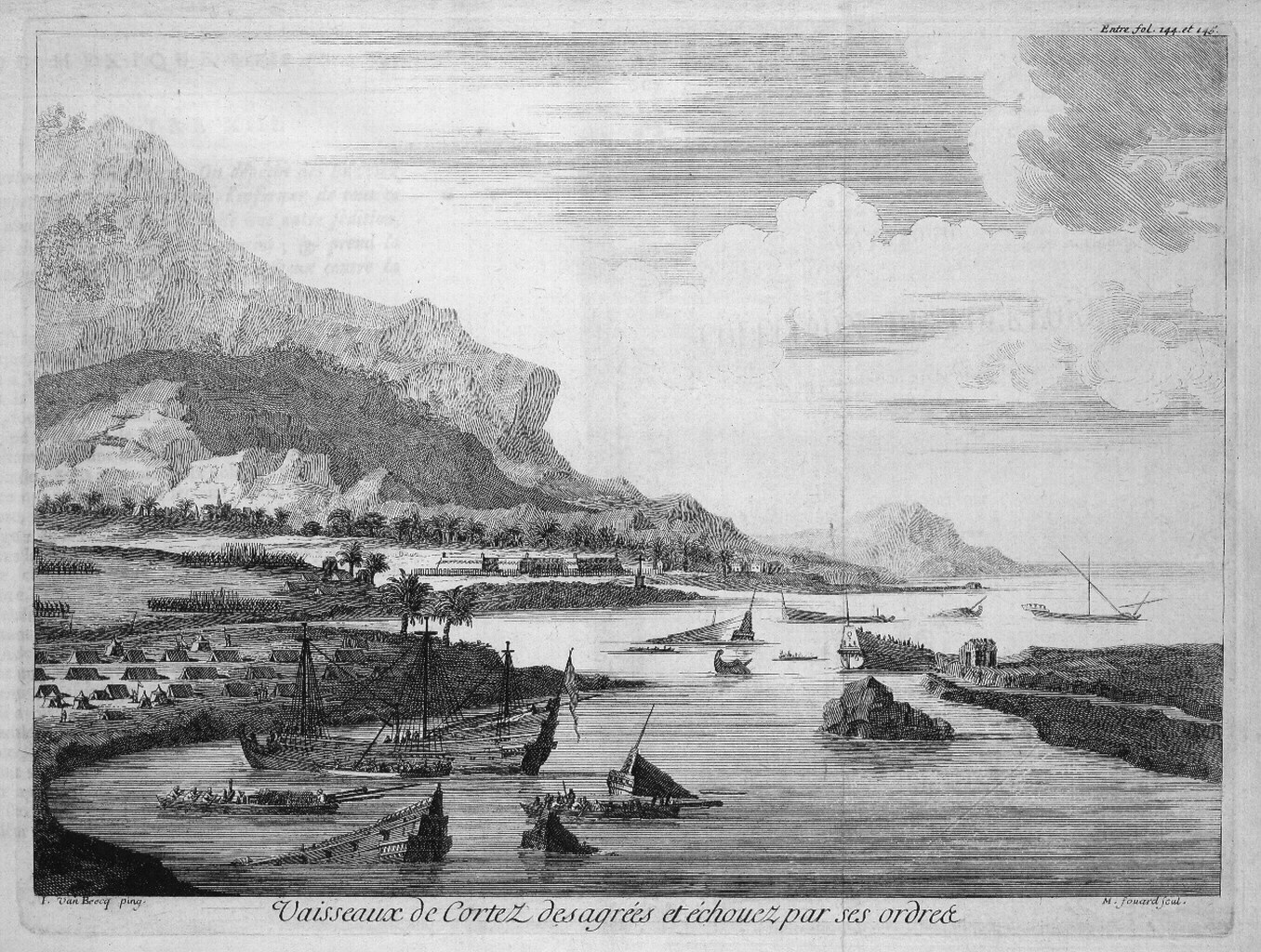
Nach der Landung in Mexiko ließ Hernán Cortés 1519 seine Schiffe hinter sich verbrennen und versenken, um Rückzugsgedanken zu verhindern

Meistens geschahen Selbstversenkungen in kriegerischen Auseinandersetzungen, um Schiffe nicht dem Gegner in die Hände fallen zu lassen, damit sie nicht gegen den Eigentümer eingesetzt werden konnten oder an Bord keine Erkenntnisse über Militärtechnik oder Geheimdokumente gewonnen werden konnten. In einzelnen Fällen war dabei nicht die endgültige Zerstörung beabsichtigt, sondern das Schiff sollte später wieder für den eigenen Gebrauch gehoben und instand gesetzt werden können. Zumeist ältere Schiffe wurden durch Selbstversenkung auch als Mittel der Kriegsführung zur Blockade von Häfen oder Seewegen genutzt.
Handelsschiffe und Sportboote werden auch immer wieder in betrügerischer Absicht selbstversenkt, um eine (überhöhte) Versicherungsprämie ausgezahlt zu bekommen oder die Entsorgungskosten zu sparen.
Nur im weiteren Sinne selbstversenkt wurden Schiffe auch als Wellenbrecher in flachem Wasser und als fester Untergrund zum Anlegen anderer Schiffe. Bei der Landung der Alliierten in der Normandie im Zweiten Weltkrieg wurden so zwei künstliche Häfen (→Mulberry-Häfen) zur Anlandung der Truppen geschaffen. In neuerer Zeit wurden wiederholt Schiffe als künstliche Riffe und Attraktionen im Tauchtourismus versenkt.  Dies stellt im eigentlichen Sinne keine Selbstversenkung mehr dar, da diese Schiffe schon außer Dienst waren, für die Versenkung technisch vorbereitet wurden und gar keine Besatzung mehr hatten, die eine Selbstversenkung durchführen konnte.

## Beispiele

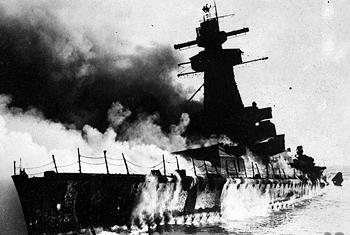
Die Admiral Graf Spee brannte drei Tage, bevor sie sank

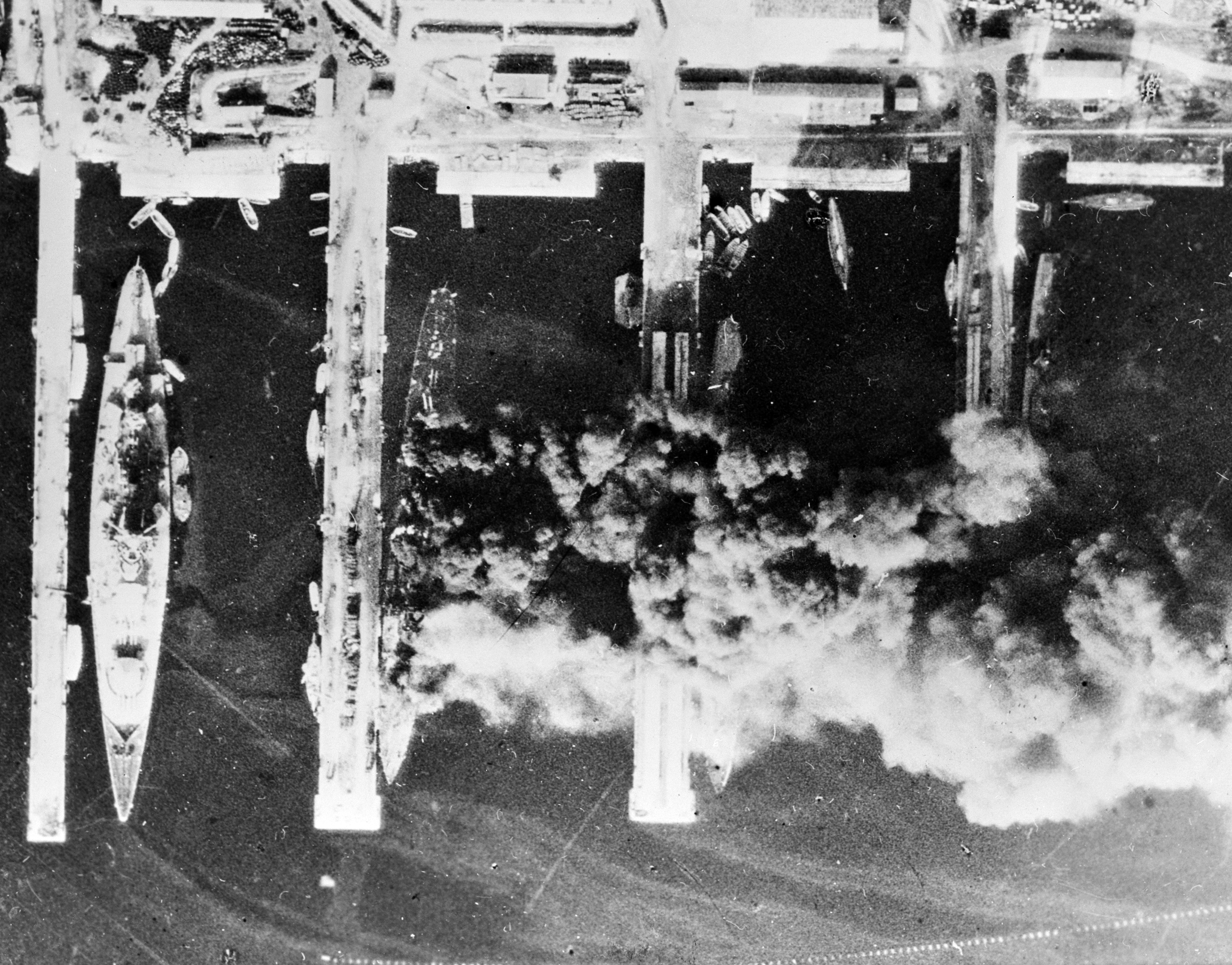
Selbstversenkung der Vichy-Flotte im Militärhafen Toulon 1942

- Nach der misslungenen Sizilienexpedition war die geschlagene athenische Flotte 413 v. Chr. in der Bucht von Syrakus eingeschlossen. Die Athener versuchten, ihre über 100 verbliebenen Trieren zu versenken und auf dem Landweg zu entkommen, doch etwa 50 fielen Syrakus in die Hände, und auch der Ausbruchsversuch über Land scheiterte.
- Im 11. Jahrhundert versenkten Wikinger bei Skuldelev im Roskildefjord wiederholt mit Steinen beladene Schiffe, um die Zufahrt durch den Fjord zu erschweren oder zu blockieren.
- Während eines Krieges mit Dänemark versenkte die Hanse 1428 vor Kopenhagen bei einem ersten Angriff zunächst zehn, dann bei einem zweiten Angriff 40 eigens dafür mitgebrachte Schiffe in der Hafeneinfahrt, um die dänische Flotte im Hafen einschließen und dann dort durch Artilleriebeschuss vernichten zu können.
- Angesichts der Eroberung von Cádiz durch die Engländer (1596) versenkten die Spanier rund 30 im Hafen eingeschlossene Kriegs- und Handelsschiffe selbst, um sie nicht in englische Hände fallen zu lassen.
- Während des Spanischen Erbfolgekriegs bzw. angesichts der Belagerung von Toulon (1707) versenkte sich die eingeschlossene französische Mittelmeerflotte auf Befehl König Ludwig XIV. selbst.
- Während des Nordischen Krieges versenkte sich die von der dänischen Flotte nach der Seeschlacht bei Fehmarn (1715) in der Kieler Bucht eingeschlossene schwedische Flotte selbst.
- In der Elbmündung bei Cuxhaven wurden 1733 drei mit Steinen und Ballast beladene Schiffe versenkt. Die Wracks dienten als Basis beim Bau eines Schiffsanlegers, der Alten Liebe.
- Bei der Belagerung Cartagenas durch die Briten versenkten 1741 die spanischen Verteidiger ihre sechs eingeschlossenen Linienschiffe im Hafen, um die Einfahrt zu blockieren.
- Im Krimkrieg (1853–1856) verhielt sich die Schwarzmeerflotte nach dem Erscheinen britischer und französischer Flotten passiv und beschränkte sich auf die Verteidigung der Hafenstadt Sewastopol, wobei die Schiffe nur als schwimmende Küstenbatterien eingesetzt wurden. Während der Belagerung von Sewastopol versenkten die Besatzungen sukzessive Schiffe, um die Nutzung der Bucht von Sewastopol für die Alliierten zu verhindern.
- 1905 waren in der Seeschlacht bei Tsushima der Versenkung oder Erbeutung durch die Japaner nur sechs russische Kriegsschiffe entkommen. Mindestens vier größere und weitere kleinere russische Schiffe waren zu schwer beschädigt, um entkommen zu können. Um sie nicht in japanische Hände fallen zu lassen, wurden ein Schlachtschiff, zwei Panzerkreuzer, ein Panzerdeckkreuzer und vier Zerstörer von ihren russischen Besatzungen auf Grund gesetzt bzw. selbst versenkt..
- 1916 wurde das Dampfschiff Goetzen von seinen deutschen Besatzungsmitgliedern in seichten Gewässern des Tanganjikasees versenkt. Dabei wurden die Laderäume mit Sand gefüllt und die Maschine stark eingefettet, um eine spätere Wiederinbetriebnahme zu erleichtern.
- 1919 versenkte sich die Kaiserliche Hochseeflotte in Scapa Flow, um eine Übernahme durch die Weltkriegssieger zu verhindern. Dazu wurden die Seeventile geöffnet und anschließend so behandelt, dass sie nicht mehr zu schließen waren, und die Türen zwischen den wasserdichten Sektionen in offener Stellung verkeilt.
- Nach der Oktoberrevolution in Russland fuhr die Schwarzmeerflotte unter der roten Fahne der Bolschewiki. Während des Russischen Bürgerkrieges drohte die Flotte in die Hände von Konterrevolutionären oder ausländischer Interventen zu fallen; Lenin gab am 18. Juni 1918 den Befehl zur Selbstversenkung der Flotte. Ein Teil der Schwarzmeerflotte schloss sich jedoch der sogenannten Weißen Bewegung an, die im Russischen Bürgerkrieg gegen die Ergebnisse der Oktoberrevolution kämpfte, und unterstützte den Kampf der Weißen Armee gegen die Bolschewiki im Schwarzmeerraum.
- Am 6. Dezember 1939 wurde das deutsche Passagierschiff Ussukuma selbstversenkt, um nicht von dem britischen Kreuzer Ajax aufgebracht zu werden. Die Ajax rettete alle 107 Besatzungsmitglieder.
- Am 17. Dezember 1939 versenkte die Besatzung die Admiral Graf Spee der deutschen Kriegsmarine selbst vor der Küste Uruguays, da der Kapitän sein Schiff nach kurzem Einsatz zu Beginn des Zweiten Weltkrieges in aussichtsloser Situation sah.
- Am 19. Dezember 1939 wurde der deutsche Passagierdampfer Columbus von seiner Besatzung selbstversenkt. Drei Heizer ertranken; die übrige Besatzung überlebte.
- 1942 versenkte sich die Flotte des französischen Vichy-Regimes auf Befehl der Admiralität vor dem Mittelmeerhafen Toulon selbst. Die Schiffe sollten nicht zu Beutewaffen der Deutschen werden.
- Am 29. August 1943 versenkte sich der größte Teil der dänischen Marine selbst, um eine Übernahme der Schiffe durch die deutsche Kriegsmarine zu verhindern. Einige Schiffe entkamen nach Schweden und bildeten dort die Dänische Flottille.
- Im Zweiten Weltkrieg versenkten sich deutsche U-Boote, die in aussichtsloser Lage zum Auftauchen gezwungen waren, selbst. Auch kurz vor und nach der Kapitulation der Wehrmacht im Mai 1945 wurde ein großer Teil der noch verbliebenen U-Boote nach Ausgabe des Codes „Regenbogen“ von den eigenen Besatzungen versenkt.